# Claude Guyot
Claude Guyot (Savigny-sur-Orge, 16 gennaio 1947) è un ex ciclista su strada francese.
Da dilettante vinse, nel 1967, la medaglia d'argento ai Campionati del mondo di ciclismo su strada ad Heerlen, da professionista non seppe ripetersi.
Professionista dal 1967 al 1970 corse nelle stesse squadre del fratello Bernard jr., anche suo padre Bernard sr. e l'altro suo fratello Serge furono ciclisti ma non passarono professionisti, mentre corse nella massima categoria suo zio Fernand Etter.

## Palmares
- 1966 (U.S. Créteil, tre vittorie)

Prix de la Ville de Nogent-sur-Oise
Paris-Evreux
12ª tappa Tour de l'Avenir (Orléans > Parigi)
- 1967 (U.S. Créteil, tre vittorie)

Paris - Vailly-sur-Sauldre
5ª tappa Tour de l'Avenir (Béziers > Tolosa)
8ª tappa Tour de l'Avenir (Mont-de-Marsan > Bordeaux)
- 1968 (Pelforth, una vittoria)

Grand Prix de Saint Raphael

### Altri successi
- 1966 (U.S. Créteil)

Paris-Ezy
- 1967 (U.S. Créteil)

1ª tappa, 2ª semitappa Tour de l'Avenir (Nîmes > Nîmes, cronosquadre)
- 1968 (Pelforth)

Auxerre (criterium)
Tréguier (criterium)
- 1969 (Sonolor)

Pléneuf (criterium)

## Piazzamenti

### Classiche monumento
- Milano-Sanremo

1968: 83º
- Giro delle Fiandre

1968: 25º

### Competizioni mondiali
- Campionati del mondo su strada

Heerlen 1967 - In linea dilettanti: 2º